# Узунбулак (Павлодарская область)
Узунбулак (каз. Ұзынбұлақ) — село в Баянаульском районе Павлодарской области Казахстана. Административный центр Узунбулакского сельского округа. Село Узунбулак расположено на одноимённой реке, в 138 км к западу от Баянаула и в 350 км к юго-западу от Павлодара. Код КАТО — 553663100.

## История
Село было центральной усадьбой бывшего овцеводческого совхоза имени XXI съезда КПСС. В 1928 году в селе возник колхоз «Енбек», затем колхоз «Талап». В 1935 году оба колхоза слились в один и образовали крупный колхоз имени Ленина. В 1959 году колхоз преобразовали в совхоз, в год проведения XXI съезда КПСС.

## Население
В 1985 году в селе жили 1047 человек, 1999 году население села составляло 955 человек (499 мужчин и 456 женщин). По данным переписи 2009 года, в селе проживало 720 человек (373 мужчины и 347 женщин).